# 예오르요스 스테파노풀로스
예오르요스 스테파노풀로스(그리스어: Γεώργιος Στεφανόπουλος, 1962년 3월 31일 ~ )는 그리스의 권투 선수이다. 헤비급에서 활약하여 올림픽에 2회 참가했다. 그는 유럽 선수권 대회에서 은메달 1개, 동메달 1개를 획득했다.